# Kulturgeschichtliche Forschungen (Limbach)
Kulturgeschichtliche Forschungen ist eine im Albert Limbach Verlag in  Braunschweig erschienene deutschsprachige ethnologische Buchreihe, die seit 1948 bis in die späten 1960er Jahre erschien. Die monografische Reihe wurde von den Ethnologen Georg Eckert (1912–1974), Professor an der Kant-Hochschule Braunschweig, und Hermann Trimborn (1901–1986), Professor an der Universität Bonn, herausgegeben. Verschiedene Fachgelehrte haben an ihr mitgewirkt. Die folgende Übersicht erhebt keinen Anspruch auf Aktualität oder Vollständigkeit.

## Bände
- 1 Totenkult und Lebensglaube im Caucatal. Georg Eckert. 1948
- 2 Vergessene Königreiche. Hermann Trimborn. 1948
- 3 Propheten in Afrika. Katesa Schlosser. 1949
- 4 Das Wanderhirtentum und seine Vorstufen : eine ethnographisch-geographische Studie zur Entwicklung der Eingeborenenwirtschaft. Henn Pohlhausen. 1954
- 5 Sterbende Welt in Nordwest-Australien. Helmut Petri. 1954
- 6 Anfänge der Privat- und Planwirtschaft. Rüdiger Schott. 1956
- 7 Südsee – gestern und heute. Gerd Koch. 1955
- 8 Individuum und Gemeinschaft bei den Pygmäen, Buschmännern und Negrito-Völkern Südost-Asiens. Walter Nippold. 1960
- 9 Alt-Asiaten unter Segel im Indischen und Pazifischen Ozean durch Monsune und Passate. Otto Höver. 1961
- 10 Watut. Fischer, Hans. 1963
- 11 Verlöschende Urzeit im Innern Brasiliens. Völkerkundliche Forschungen in Südamerika. Wanda Hanke. 1964 Digitalisat
- 12 Indianer von gestern, heute und morgen. Hermann Trimborn. 1968